# Wang Yiwu
Wang Yiwu (en chino: 王怡武; Yingkou, 21 de agosto de 1975) es un deportista chino que compitió en natación. Ganó una medalla de oro en el Campeonato Mundial de Natación en Piscina Corta de 1995, en la prueba de 200 m braza.

## Palmarés internacional
| Campeonato Mundial en Piscina Corta | Campeonato Mundial en Piscina Corta | Campeonato Mundial en Piscina Corta | Campeonato Mundial en Piscina Corta |
| Año                                 | Lugar                               | Medalla                             | Prueba                              |
| ----------------------------------- | ----------------------------------- | ----------------------------------- | ----------------------------------- |
| 1995                                | Río de Janeiro (Brasil)             | Medalla de oro                      | 200 m braza                         |